# Leucocelis angustiformis
Leucocelis angustiformis är en skalbaggsart som beskrevs av Preiss 1904. Leucocelis angustiformis ingår i släktet Leucocelis och familjen Cetoniidae. Inga underarter finns listade i Catalogue of Life.